# Batalla de La Planta
(en francés: bataille de la Planta) tuvo lugar el  13 de noviembre de 1475, oponiendo al principado episcopal de Sión y sus aliados al ducado de Saboya en el contexto de las Guerras de Borgoña. Las tropas de Saboya fueron derrotadas, lo que permitió la conquista de Bas-Valais hasta el desfiladero de Saint-Maurice gracias a una campaña rápida en febrero de 1476.

## Situación inicial

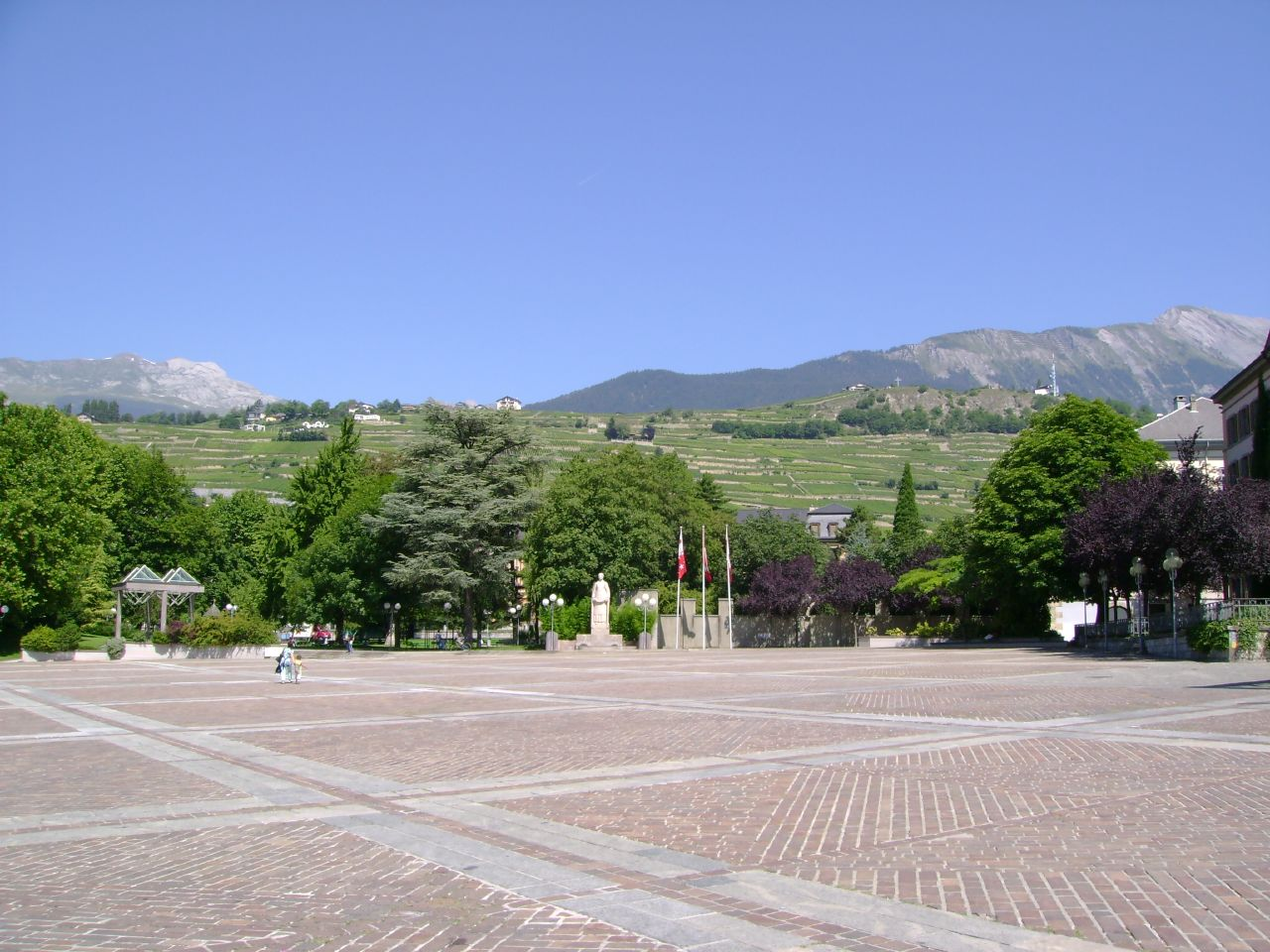
El lugar de La Planta en Sion, lugar de la batalla

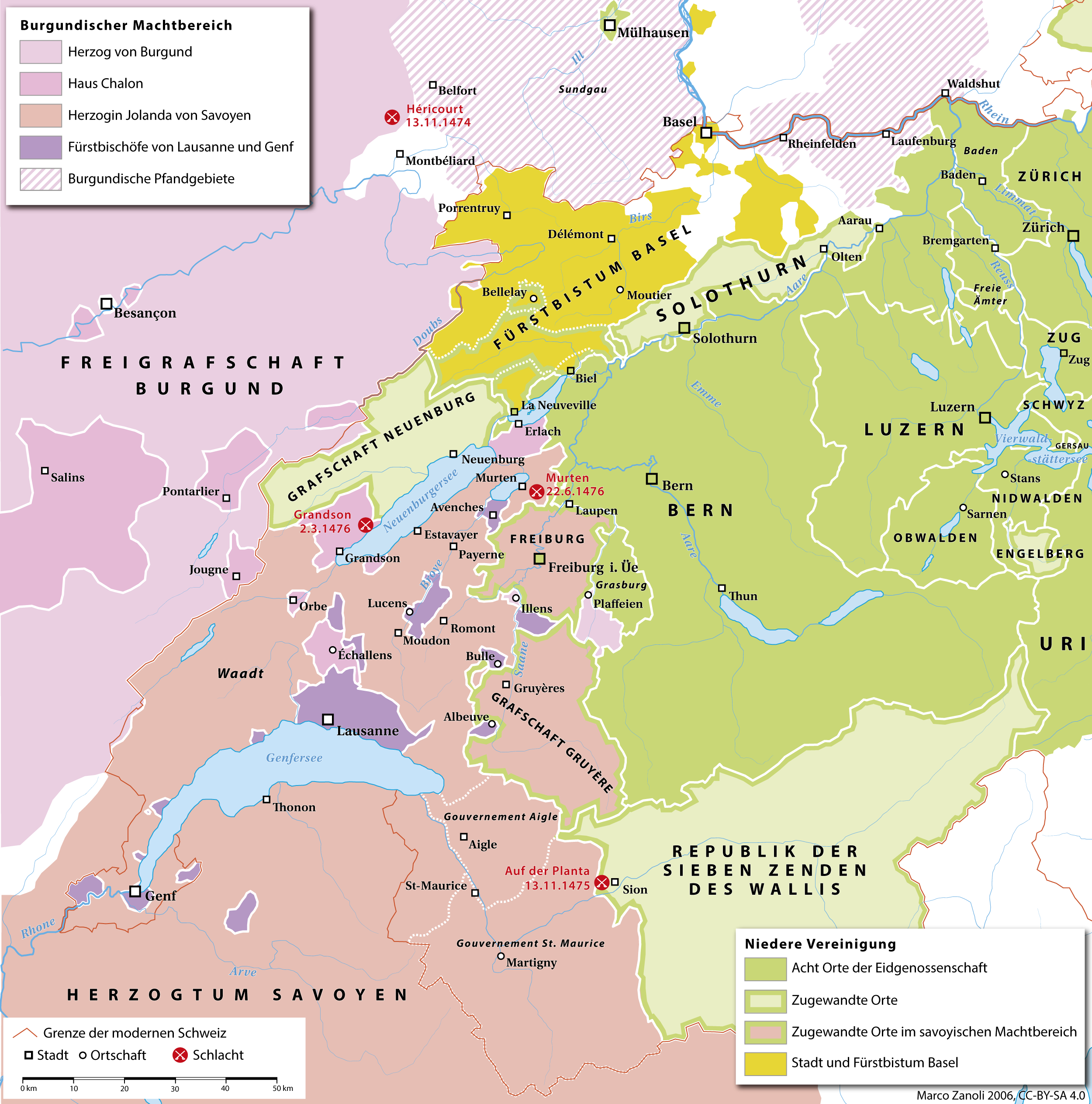
El teatro de las guerras de Borgoña en la Suiza actual. Al suroeste, el principado episcopal de Sion y las Decenas valesanas (verde claro), el ducado de Saboya (salmón) y el lugar de la batalla de La Planta (rojo), en el centro de Friburgo y el condado de Gruyère fueron aliados de los confederados (rojo bordeado verde), al norte el ducado de Borgoña (rosa). En la primavera y el otoño de 1475, los berneses y friburgueses, con el apoyo de Lucerna, tomaron la Pays de Vaud propiedad entonces del ducado de Saboya (salmón), el principado episcopal de Lausana (púrpura) y el condado de Chalon (rosa oscuro). En agosto de 1475, los berneses tomaron el bailazgo saboyano de Aigle, que mantuvieron. Siguieron las batallas de Grandson y de Morat (rojo) en 1476.

En 1446, las Decenas habían firmaron un tratado de amistad con Berna y el ducado de Saboya. Ese tratado se verá socavado por varias violaciones (caso Asperlin entre 1460 y 1482, incidentes fronterizos). En 1473 Saboya decretó un embargo económico sobre el Valais, lo que acentuó las tensiones.
En enero de 1475, Carlos el Temerario, duque de Borgoña, hizo una alianza con el ducado de Saboya y el ducado de Milán en respuesta al acuerdo, más tarde llamado «Paz Perpetua», concluido en 1474 entre los VIII cantones confederados y el duque Segismundo de Austria, en nombre del Emperador del Sacro Imperio Romano Germánico. Federico III instó a los confederados a participar en la guerra imperial contra Carlos el Temerario.
En ese momento, las siete Decenas del Valais estaban amenazadas en el oeste por el ducado de Saboya, cuyo límite alcanzaba el río Morge de Conthey justo al oeste de Sion, y al sur por el ducado de Milán, que en particular envió mercenarios sobre el paso del Gran San Bernardo para apoyar a Carlos el Temerario.
El 7 de septiembre de 1475, el obispo de Sion y las Decenas  se aliaron en Berna por un tratado de comburguesía, rompiendo así el embargo impuesto por Saboya.
En octubre de 1475, los berneses, que habían conquistado el País de Vaud, pidieron a los valesanos que atacaran. En noviembre de 1475, el obispo Walter Supersaxo atacó dos veces Conthey, fortificado, pero sin éxito. El obispo de Ginebra, Juan Luis de Saboya, pudo entonces ocupar los puestos de combate con sus tropas a la espera del grueso del ejército saboyano.
El 12 de noviembre, el ejército principal de la duquesa de Saboya, Yolanda de Francia, con 10 000 hombres, llegó a Conthey. La guarnición de la ciudad de Sion solo tenía 300 hombres, pero el ejército del Valais, de 3000 a 4000 efectivos, ya estaba en camino para unirse a Sion. Al mismo tiempo, 3000 hombres del Gessenay y del [[Simmental] (Berna)]], de Friburgo y de Soleure se dirigieron al paso de Sanetsch al noroeste de Sion para ayudar a sus aliados.

## Desarrollo de la batalla
En la mañana del 13 de noviembre, el principal ejército saboyano cruzó el Morge de Conthey, que delimitaba entonces la frontera entre Saboya y el Valais, poniendo en fuga a la vanguardia del Valais tras un breve combate. Al mismo tiempo, un pequeño grupo de saboyanos avanzaba por el flanco izquierdo hasta Savièse, derrotaba a los defensores y saqueaba los pueblos. El ejército principal avanzó entonces contra la ciudad de Sión e invadió las partes occidentales de la ciudad. Los 3000 a 4000 hombres de la milicia de las Decenas lograron expulsarlos.
Las tropas saboyanas se reagruparon frente a la villa de Sion en un lugar llamado La Planta. Los valesanos, mal equipados, no pudieron oponerse abiertamente a los saboyanos, y algunas de las tropas de la milicia de Decenas se dispersaron. Al mismo tiempo, unos 3000 confederados cruzaron el Col du Sanetsch, pasaron por Savièse y amenazaron el flanco izquierdo de los saboyanos. Los berneses invitaron a los valesanos que se habían batido en retirada a reanudar la lucha, reprimiendo a los fugitivos.
Para proteger su flanco izquierdo, los saboyanos se retiraron un poco hacia el oeste, los confederados y los valesanos atacaron inmediatamente de frente. Después de una feroz lucha, los saboyanos huyeron presas del pánico y dejaron atrás todo su impedimenta y equipos. Los valesanos capturaron seis carruajes con arneses, armas y armaduras, así como algunos estandartes y 120 caballos. Los saboyanos sufrieron grandes pérdidas con más de 1000 muertos, incluidos 300 nobles, además de los prisioneros. Se desconocen las bajas aliadas, pero parecen haber sido relativamente menores. Hasta el anochecer, los valesanos y berneses persiguieron a los fugitivos más allá de Morge hasta Conthey, que fue inmediatamente ocupado.

## Consecuencias
La batalla finalizó con la victoria de la ciudad de Sion y sus aliados contra las tropas saboyanas, aliadas del ducado de Borgoña. Una rápida campaña en febrero de 1476, durante la cual se desmantelaron diecisiete castillos fortificados, permitió la conquista del Bajo Valais hasta el desfiladero de Saint-Maurice. El ducado de Saboya perdió el control del Bajo Valais y el paso del Gran San Bernardo, paso hacia Italia septentrional y el Mediterráneo. El territorio fue sometido en 1477 y Saboya no reconoció esa anexión hasta 1528. Durante dos siglos, Saboya y los obispos de Sion se habían disputado el predominio en el Valais central. A partir de 1475, las Decenas del Alto Valais, incluido Sion, marcaron su preponderancia y el alemán se convirtió en el idioma oficial.